# Блэкфут (город, Айдахо)
Блэ́кфут (англ. Blackfoot) — окружной центр округа Бингем, штат Айдахо, США. На 2010 год численность населения составляла 11 899 человек.

## История
В 1818 году группа трапперов компании Гудзонова залива обнаружила местных жителей, шедших по выжженным в 1800-х годах землям, отчего подошвы их обуви были чёрного цвета («блэк фут», англ. black foot — «чёрная ступня»). По ним трапперы дали назвали местным жителям, а также близлежащему горному массиву и реке. В 1874 году был построен первый магазин. 10 октября 1878 года было открыто почтовое отделение, к 10 ноября того же года была проложена железнодорожная ветка. 20 марта 1879 года поселение официально получило название «Блэкфут». С образованием округа Бингем 13 января 1885 года Блэкфут получил статус окружного центра, причём весьма курьёзным образом: изначально окружным центром должен был стать Игл-Рок (ныне Айдахо-Фолс), однако за день до вступления постановления в силу жители Блэкфута подкупили ответственного чиновника, чтобы он изменил «Игл-Рок» на «Блэкфут». В 1907 году поселение получило статус города.

## География
Блэкфут расположен в центральной части округа Бингем. Высота центральной части города составляет 1 372 м. Площадь города составляет 15,7 км², из которых на водную поверхность приходится 0,7 км². Через город проходят автомагистрали US-91 и I-15. При городе имеется аэропорт.

### Климат
| Климатограмма Блэкфута                                      | Климатограмма Блэкфута | Климатограмма Блэкфута | Климатограмма Блэкфута | Климатограмма Блэкфута | Климатограмма Блэкфута | Климатограмма Блэкфута | Климатограмма Блэкфута | Климатограмма Блэкфута | Климатограмма Блэкфута | Климатограмма Блэкфута | Климатограмма Блэкфута |
| ----------------------------------------------------------- | ---------------------- | ---------------------- | ---------------------- | ---------------------- | ---------------------- | ---------------------- | ---------------------- | ---------------------- | ---------------------- | ---------------------- | ---------------------- |
| Я                                                           | Ф                      | М                      | А                      | М                      | И                      | И                      | А                      | С                      | О                      | Н                      | Д                      |
| 21.8 −1 −10                                                 | 18.5 3 −7              | 22.6 9 −4              | 23.6 15 −1             | 33.8 20 3              | 22.1 25 7              | 13.5 29 10             | 11.4 29 9              | 17.8 24 5              | 21.3 17 0              | 20.6 7 −5              | 19.0 0 −10             |
| Температура в °C • Сумма осадков в мм Источник: weather.com |                        |                        |                        |                        |                        |                        |                        |                        |                        |                        |                        |

## Население
Согласно данным переписи 2010 года, население Блэкфута составляло 11 899 человек. Плотность населения равна 758 чел./км². Средний возраст населения — 30 лет и 8 месяцев. Половой состав населения: 49,6 % — мужчины, 50,4 % — женщины. Расовый состав населения по данным 2010 года:
- белые — 83,1 %;
- афроамериканцы — 0,3 %;
- индейцы — 3,5 %;
- азиаты — 1,1 %;
- океанийцы — 0,2 %;
- две и более расы — 2,8 %.

|  |

## Достопримечательности
В Блэкфуте есть музей картофеля. Город неофициально провозглашает себя «картофельной столицей мира».

## Данные по динамике численности населения
- Moffatt, Riley. Population History of Western U.S. Cities & Towns, 1850—1990. Lanham: Scarecrow, 1996, 90